# 布羅姆斯格羅夫 (英國國會選區)

選區在伍斯特郡的位置

布羅姆斯格羅夫（英語：Bromsgrove），英國國會一郡選區，位於伍斯特郡布羅姆斯格羅夫。設於1950年，1974年被撤，1983年恢復。
本區議席一直為保守黨人士所佔據（除1971年投向工黨以外）。2010年大選中薩吉德·賈偉德以43.7%選票勝出該區，是首次有保守黨籍的穆斯林當選。另一位保守黨籍穆斯林也在吉林漢姆和雷恩漢姆選區當選。